# Terremoto de Miyagi de abril de 2011
El terremoto de la prefectura de Miyagi de abril del 2011 fue un terremoto de magnitud 7,1 Mw con epicentro en las costas de la prefectura de Miyagi originado a las 23:32 hora local (UTC-9) del 7 de abril del 2011. El sismo tuvo una profundidad de 66 km y fue clasificado como una réplica del terremoto de Japón de 11 de marzo del mismo año.
Inmediatamente después del terremoto, la Agencia Meteorológica de Japón emitió una alerta de tsunami para la costa noroeste de la isla japonesa de Honshu, y fue cancelada 90 minutos después. Más de 3 millones de hogares en la zona se quedaron sin electricidad, y varias plantas nucleares sufrieron inconvenientes menores. No se reportaron daños, aunque por lo menos cuatro personas fueron confirmadas muertas como consecuencia del terremoto, con al menos otros 141 heridos.

## Terremoto
El terremoto tuvo una magnitud de 7,1 Mw, y fue catalogado como terremoto submarino en el Océano Pacífico occidental. El sismo ocurrió el 7 de abril de 2011 a las 14:21 UTC, con epicentro aproximadamente a 66 km al este de Sendai, a una profundidad de 49 km. El sismo fue el resultado directo del empuje de fallas inversas en o cerca del límite de subducción entre la placa del Pacífico y la placa de América del Norte. Inicialmente fue  estimado con una magnitud de 7.4, el temblor se sintió en varias áreas cerca de la costa este de Honshu, como una réplica del terremoto del 11 de marzo. La secuencia de réplicas de este evento está en curso desde el 11 de marzo, e incluye más de 58 terremotos de magnitud 6,0 u otros más fuertes, uno de ellos registrado el 7 abril, con magnitudes de 7,0 o mayor.  A pesar de que el sismo fue ubicado a varios kilómetros mar adentro, fue reportado con magnitudes de moderada a muy fuerte, incluso llegó a sentirse hasta Tokio, a unos 333 kilómetros desde su epicentro.

## Muertos y heridos
Tras la detección de un terremoto, la Agencia Meteorológica de Japón emitió una advertencia de tsunami para la prefectura de Miyagi, así como alertas de tsunami para la prefectura de Iwate, prefectura de Fukushima, prefectura de Aomori, prefectura de Ibaraki y la Cuenca del Pacífico. Olas de entre 0,5 a 1 m fueron anticipadas, y los residentes en las zonas costeras se les instó a evacuar. Todos los avisos y las alertas fueron canceladas dentro de los 90 minutos. El temblor causó apagones generalizados, dejando a unos 3,6 millones de hogares en varias prefecturas sin electricidad hasta el 8 de abril. Plantas de energía nuclear en la región también sufrieron los cortes de electricidad, dos de las tres líneas de servicio de los enfriadores de combustible fueron cortados en la central de Onagawa. Como consecuencia de lo anterior se reportó que agua radioactiva se había filtrado fuera de las piscinas de combustible gastado en tres de sus reactores, aunque no hubo ningún cambio en los niveles de radiación fuera de la planta.
Cuatro personas murieron como consecuencia del terremoto, incluyendo una mujer adulta mayor en la prefectura de Yamagata, que perdió la vida al desconectarse su ventilador artificial al que estaba unida. Un adicional de 141 personas sufrieron heridas menores, que van desde cortadas y moretones hasta fracturas de huesos. No se registraron pérdidas importantes, aunque algunas carreteras sufrieron daños, así como algunas casas.